# Camerata Nuova
Camerata Nuova – miejscowość i gmina we Włoszech, w regionie Lacjum, w prowincji Rzym.
Według danych na rok 2004 gminę zamieszkiwało 476 osób, 11,9 os./km².